# Robí Caire
Robí Caire (títol original: Ruby Cairo o Deception) és una pel·lícula estatunidenca l'any 1992 per Graeme Clifford i estrenada el mateix any. Ha estat doblada al català.

## Argument
Johnny, el marit de Bessie Faro, una mestressa de casa, mor en un accident d'avió a Mèxic. Desplaçant-se al lloc dels fets, Bessie inspecciona el despatx de l'aeroport, comprova que els comptes de l'empresa del marit estan en vermell, però troba enganxat sota una taula un paquet de mapes de beisbol que han estar marcats per Johnny. Reconeixent el seu sistema de marcar les butlletes d'apostes, ella descodifica els mapes i s'adona que es refereixen a comptes bancaris. Quan intenta retirar diners del compte no ho pot fer. S'adona aleshores que el compte ha estat obert amb un nom fals, el del jugador de beisbol del mapa.
Amb l'ajuda del codi bancari internacional, aconsegueix descodificar tots els comptes i retira així diners al Panamà, les Bahames i les illes Caiman. El penúltim mapa la condueix a Berlín on només queden 750 marcs. La noia de la guixeta li explica que el saldo ha estat lliurat en un xec a una societat situada a l'est de la ciutat: EDK Technik. Anant als locals de la societat, Bessie s'entera pel director que fabriquen la tinta per bolígrafs.

## Repartiment
- Andie MacDowell: Elizabeth "Bessie" Faro
- Liam Neeson: Fergus Lamb
- Viggo Mortensen: Johnny Faro
- Jack Thompson: Ed, el comptable de l'ajuda alimentaria
- Amy Van Nostrand: Marge Swimmer, la veïna dels Faro
- Pedro Gonzalez Gonzalez: l'oncle Jorge
- Paul Spencer: Johnny Faro (nen)
- Chad Power: Niles Faro